# Michael Johnston (football, 1999)
Pour les articles homonymes, voir Michael Johnston (homonymie) et Johnston.
Michael Johnston, né le 19 avril 1999 à Glasgow (Écosse), est un footballeur international irlandais, qui joue au poste d'attaquant au sein de West Bromwich Albion.

## Biographie

### Carrière en club
Il débute avec le Celtic FC le 16 mai 2017, lors d'une victoire au Celtic Park contre St Johnstone (4-1). 

### Carrière en équipe nationale
Avec les moins de 19 ans, il marque en 2017 un but contre la Hongrie, puis un doublé contre l'Arménie, lors des éliminatoires du championnat d'Europe des moins de 19 ans. En 2018, il participe au Festival International Espoirs - Tournoi Maurice Revello 2018. Il est nommé dans l'équipe type de la compétition.

## Palmarès
- Celtic Glasgow
  - Vainqueur de la Scottish Youth Cup en 2017 avec les moins de 20 ans du Celtic FC
  - Champion d'Écosse en 2017, 2018, 2022 et 2024.
  - Vainqueur de la Coupe d'Écosse en 2020
  - Coupe de la Ligue écossaise en 2021.